# Rhynchobatus djiddensis
Rhynchobatus djiddensis és un peix de la família dels rinobàtids i de l'ordre dels rajiformes.

## Morfologia
Pot arribar als 310 cm de llargària total i als 227 kg de pes.

## Distribució geogràfica
Es troba a les costes occidentals de l'oceà Índic: des del Mar Roig fins a Sud-àfrica.